# Lygisaurus malleolus
Lygisaurus malleolus là một loài thằn lằn trong họ Scincidae. Loài này được Roberts, Couper, Worthington-Wilmer, Amey & Zug mô tả khoa học đầu tiên năm 2005.